# Knut Göppert
Knut Göppert (* 1961 in Triberg im Schwarzwald, Deutschland) ist ein deutscher Bauingenieur, dessen Entwürfe materialübergreifend den Prinzipien des Leichtbaus folgen. Er hat Stadienprojekte auf allen fünf Kontinenten entworfen und verantwortet. Er ist Mitglied des Verwaltungsrats des weltweit tätigen Ingenieurbüros Schlaich Bergermann Partner und Vorstand der Stiftung Architektur-Forum Baden-Württemberg. Am 6. Juni 2025 wurde ihm von der KIT-Fakultät für Bauingenieur-, Geo- und Umweltwissenschaften die Ehrendoktorwürde (Dr.-Ing. e.h.) verliehen.

## Beruflicher Werdegang
Er begann 1982 sein Studium des Bauingenieurwesens an der Universitäten Stuttgart mit der Vertiefung im Konstruktiven Ingenieurbau und schloss es 1989 als Diplom-Ingenieur ab. Während seines Studiums verbrachte er im Jahr 1986 ein Auslandsjahr an der University of Calgary in Kanada.1988 studierte er an der TH Karlsruhe (heute Karlsruher Institut für Technologie) und erhielt European Student Award der Europäischen Konvention für Stahlbau.
1989 trat er in das Stuttgarter Ingenieurbüro schlaich bergermann partner ein, wurde dort 1998 Partner, 2002 geschäftsführender Gesellschafter und wechselte 2023 in den Verwaltungsrat der sbp se.
In seiner beruflichen Laufbahn war er für zahlreiche realisierte Projekte verantwortlich, darunter Sportstätten für die Fußballweltmeisterschaften in Südkorea, Deutschland, Südafrika, Brasilien und Qatar. Zusätzlich Sportstätten für die Olympischen Spiele 2012 in London und 2016 in Rio de Janeiro und viele weitere Sportveranstaltungen. Seit 2002 begleitet er in zahlreichen Teilprojekten die Erhaltungs- und Modernisierungsarbeiten am Olympiazeltdach in München.

## Mitgliedschaften
- Ingenieurkammer Baden-Württemberg
- Ingenieurkammer (Consumer Building and Occupational Service) Tasmania, Australien
- Architektur-Forum Baden-Württemberg, Vorstand[9]
- IASS – Journal of International Association for Shell and Spatial Structures
- Mitglied im Editorial Committee des „Journal of International Association for Shell and Spatial Structures“[10]

## Projekte(Auswahl)
- Seit 2024, DY Patil University Cricket Stadium, Navi Mumbai, Indien (In Planung)
- 2023–2024, Janu Dubai Hotel and Residences, Dubai, VAE (Im Bau)
- Seit 2022, Omnibusbetriebshof Gaisburg, Stuttgart, Deutschland (Im Bau)[11]
- 2018–2023, Wildparkstadion, Karlsruhe, Deutschland[12]
- 2018–2022, Allianz Stadium, Sydney, Australien[13]

- 2015–2019, Tottenham Hotspur Stadion, London, Großbritannien[14]
- 2014–2019, Stade de Luxembourg, Luxemburg[15]
- 2013–2019, Stadium, Al Janoub, Al-Wakrah, Katar[16]
- 2012–2014, Hazza Bin Zayed Stadion, Abu Dhabi, VAE[17]
- 2011–2014, KIT Kantine Casino – Campus Nord, Karlsruhe, Deutschland
- 2010–2013, LVM 5 Kristall, Münster, Deutschland
- 2009–2012, Maracanã-Stadion, Rio de Janeiro, Brasilien[18]
- 2008–2012, Nationalstadion Brasília, Brasilien[19]
- 2008–2011, BC Place, Vancouver, Kanada[20]
- 2008–2011, Lee Valley Velodrome, London, Großbritannien[8]
- 2007–2011, Nationalstadion Warschau, Polen[21]
- 2006–2010, SPM Swimming Stadium Delhi, Indien
- 2006–2009, Soccer City Stadion, Johannesburg, Südafrika[22]
- 2006–2009, Moses Mabhida Stadion, Durban, Südafrika[22][23]
- 2006–2009, Nelson-Mandela-Bay-Stadion, Gqeberha, Südakrika[24]
- 2005–2014, Flughafen Berlin Brandenburg Willy Brandt in Berlin, Deutschland
- 2005–2007, Monumento 11M, Madrid, Spanien
- 2005, Pabellón de Estado am Flughafen Madrid-Barajas in Madrid, Spanien
- 2004–2008, Nam June Paik Art Center, Suwon, Südkorea
- 2004–2006, Porsche-Arena, Stuttgart, Deutschland
- 2003–2008, Mitarbeiterrestaurant Boehringer Ingelheim, Deutschland
- 2003–2005, Olympic Stadium Berlin, Deutschland[25]
- 2003, Erzbahnschwinge Bochum, Deutschland[26]
- 2002–2005, Deutsche Bank Park(Commerzbank-Arena), Frankfurt, Deutschland[27]
- 2002–2005, RheinEnergieStadion, Köln, Deutschland
- 2002, Alfred-Herrhausen-Brücke, Bad Homburg v. d. Höhe, Deutschland
- 1995–1998, Besucherbrücke im Deutschen Museum, München, Deutschland
- 1993–2024, MHPArena, Stuttgart, Deutschland[28]

## Vorträge (Auswahl)
- 2023: „Leichtbau: Wohin geht die Reise?“, Universität Stuttgart[29]
- 2023: „Nachhaltige Großsportstätten?“, Oskar von Miller Forum, München[30]
- 2021: „The sustainable future of Stadia“, IStructE Onlice Conference[31]
- 2018: „Innovative Tragwerke und Methoden“, München Architektur und Oskar von Miller Forum, München[32]
- 2017: „Move it - Wandelbare Strukturen“, Universität Stuttgart, Institut für Baust, Stuttgart[33]
- 2016: „Unter großen Dächern – Neue Strategien und Materialien“, Oskar von Miller Forum, München[34]
- 2015: „Light weight – The only Solution for Sustainable Structures“[35], Eccomas; VII International Conference on Textile Composites and Inflatable Structures-STRUCTURAL MEMBRANES, Barcelona, Spanien[36]

## Auszeichnungen (Auswahl)
- 2019: Structural Steel Design Awards, einer von fünf Awards, und Project of the Year: Tottenham Hotspur Stadion, London, Großbritannien[37]
- 2019: Structural Awards, Supreme Award for Structural Engineering Excellence und Award for Long Span Structures: Tottenham Hotspur Stadion, London, Großbritannien[38]
- 2015: European Steel Design Awards, Award of Excellence Winner: Arena da Amazônia, Manaus, Brasilien[39]
- 2015: Ingenieurpreis des Deutschen Stahlbaues, Kategorie Hochbau, Auszeichnung für Maracanã-Stadion (Estádio Jornalista Mário Filho), Rio de Janeiro, Brasilien[40]
- 2014: Stadium of the Year Competition für Hazza Bin Zayed Stadion, Al Ain, Abu Dhabi, VAE[41][42]
- 2013: 13. Ingenieurbau-Preis für Nationalstadion Warschau, Polen[43]
- 2012: Outstanding Achievement Award Tensile Structures für Nationalstadion Kiew, Ukraine
- 2012: Award of Excellence Miscellaneous für BC Place, Vancouver, Kanada[44]
- 2012: World Stadium Awards, Engineering excellence in stadium development für Moses Mabhida Stadion, Durban, Südafrika
- 2012: World Stadium Awards, Most innovative use of technology in stadium design für Nationalstadion Warschau, Polen[45]
- 2011: IOC/IAKS Award Gold für Greenpoint Stadion Kapstadt, Südafrika[46]
- 2010: Deutscher Stahlbaupreis für Greenpoint Stadion Kapstadt, Südafrika[47]
- 2009: SAISC Steel Award South Africa, Overall Winner, Moses Mabhida Stadion, Durban, Südafrika[48]
- 2009: Detail Preis für Monumento 11M, Madrid, Spanien
- 2008: Balthasar-Neumann-Preis für Monumento 11M, Madrid, Spanien
- 2007: IABSE – Outstanding Structure Award für Dachtragwerk Commerzbank-Arena Frankfurt (jetzt Deutsche Bank Park)[49]
- 2005: Footbridge Award, Technology (long span) winner: Erzbahnschwinge Bochum

## Veröffentlichungen (Auswahl)
Quelle

### Beiträge in Büchern
- Wandelbare Dächer. In: New Move: Architektur in Bewegung – neue dynamische Komponenten und Bauteile. 1. Auflage. Birkhäuser, Basel 2020, ISBN 978-3-0356-1353-7, S. 58–61.
- Multilayered: konstruktive Vielfalt. Birkhäuser, Basel 2019, ISBN 978-3-0356-1490-9.
- Leichtfüßiger Tanz auf bewegtem Boden – Das seilgestützte Stadiondach im Erdbebengebiet Krasnodar. In: Ingenieurbaukunst 2018. (= Ingenieurbaukunst). Ernst, Wilhelm & Sohn, Berlin 2017, ISBN 978-3-433-03204-6, S. 96–105.
- Qwalala – Monumentale Glasskulptur aus verklebten Glassblöcken. In: Glasbau 2018. Ernst & Sohn, Berlin 2018, ISBN 978-3-433-03212-1, S. 1–12.
- Das Speichenrad für Ringseildächer im Leichtbau. In: Visionäre und Alltagshelden. DETAIL, 2017, ISBN 978-3-95553-375-5, S. 71–74.
- Das Speichenradrad für Ringseildächer im Leichtbau. In: Visionäre und Alltagshelden. Edition DETAIL, 2017, ISBN 978-3-95553-375-5, S. 71–74.
- Retractable Roof Solutions for Sports Stadia and Arenas. In: Stadium and Arena Design. 2. Auflage. ICE Publishing, 2015, ISBN 978-0-7277-5790-6, S. 187–202.
- Umbau oder Neubau – eine Glaubensfrage? Neueste Bau- und Konstruktionstechniken eröffnen Möglichkeiten, traditionsreiche Sportstätten modernen Standards anzupassen. In: 3+1 Stadia for Brazil. Belo Horizonte Manaus Brasília + Rio de Janeiro. Jovis Verlag, 2014, ISBN 978-3-86859-326-6, S. 20–31.
- Mobile spaces: textile buildings – textile Bauten. Jovis-Verlag, Berlin 2014, ISBN 978-3-86859-295-5.
- DETAIL engineering 1. DETAIL-Verlag, 2011, ISBN 978-3-920034-57-7.
- Tanz in Ketten und Die Welt baut mit in 3 Stadia 2010. In: Architektur für einen afrikanischen Traum. Jovis Verlag, 2010, ISBN 978-3-86859-063-0, S. 6–7, S. 24–33.
- Membrantragwerke. In: Stahlbaukalender 2009. Verlag Ernst & Sohn, ISBN 978-3-433-02909-1, S. 707–760.
- Von Stuttgart nach Seoul. In: Contemporary Korean Architecture. Jovis Verlag, 2007, ISBN 978-3-939633-37-2, S. 26–29.
- Form und Konstruktion. In: Bauen mit Membranen. Prestel, 2004, ISBN 3-7913-3048-9, S. 66–71.
- Primärtragwerke für Membranbautan. In: Bauen mit Membranen. Prestel, 2004, ISBN 3-7913-3048-9, S. 72–95.
- Membrantragwerke. In: Stahlbaukalender 2004. Verlag Ernst und Sohn, ISBN 3-433-01703-4, S. 703–740.
- Form und Konstruktion. In: Bauen mit Membranen. Prestel Verlag, 2004, ISBN 3-7913-3048-9, S. 72–95.

### Beiträge in Zeitschriften
- Die Olympischen Spiele in Rio de Janeiro 2016 – Permanente und temporäre Sportanlagen für die Tennis- und Schwimmwettbewerbe. In: Stahlbau. v. 83, n. 6, Juni 2014, S. 390–393.
- Das Estadio Nacional Mane Garrincha in Brasilia. In: Stahlbau. v. 83, n. 6, Juni 2014, S. 376–382.
- Estadio Jornalista Mario Filho, Rio de Janeiro. In: Stahlbau. v. 83, n. 6, Juni 2014, S. 368–375.
- Arena da Amazonia, Manaus. In: Stahlbau. v. 83, n. 6, Juni 2014, S. 383–382.
- National Stadium Warsaw, Poland. In: Structural Engineering International. v. 23 n. 3, August 2013, S. 311–316.
- Olympiastadion Kiew. In: Stahlbau. v. 81, n. 6, Juni 2012, S. 447–456.
- Die Krone von Vancouver – Erneuerung des BC Place Stadions. In: Stahlbau. v. 81, n. 6, Juni 2012, S. 457–462.
- Bauen mit Buddha – Ein Erfahrungsbericht aus Indien. In: Stahlbau. v. 81, n. 6, Juni 2012, S. 470–475.